# Aero Charter DARTA
Aero Charter DARTA was een luchtvaartmaatschappij met een basis in Frankrijk.